# La Côte Centurions
I La Côte Centurions sono una squadra svizzera di football americano di Gland militante nel campionato svizzero e in NSFL, fondata nel 2005.

## Dettaglio stagioni

### Tackle football

#### Tornei nazionali

##### Campionato

###### Lega Nazionale B/Lega B
| Stagione | regular season | regular season | regular season | regular season | regular season | regular season | playoff | playoff | playoff | playoff | playoff | playoff   | playoff    |
|          | Vin            | Par            | Per            | Tot            | PF             | PS             | Vin     | Per     | Tot     | PF      | PS      | risultato | avversaria |
| -------- | -------------- | -------------- | -------------- | -------------- | -------------- | -------------- | ------- | ------- | ------- | ------- | ------- | --------- | ---------- |
| 2016     | 2              | 0              | 7              | 9              | 131            | 331            | -       | -       | -       | -       | -       | -         | -          |
| Totale   | 2              | 0              | 7              | 9              | 131            | 331            | -       | -       | -       | -       | -       |           |            |

Fonte: Sito storico SAFV

###### Lega Nazionale C/Lega C
| Stagione | regular season | regular season | regular season | regular season | regular season | regular season | playoff | playoff | playoff | playoff | playoff | playoff   | playoff            |
|          | Vin            | Par            | Per            | Tot            | PF             | PS             | Vin     | Per     | Tot     | PF      | PS      | risultato | avversaria         |
| -------- | -------------- | -------------- | -------------- | -------------- | -------------- | -------------- | ------- | ------- | ------- | ------- | ------- | --------- | ------------------ |
| 2014     | 8              | 0              | 2              | 10             | 297            | 103            | -       | -       | -       | -       | -       | -         | -                  |
| 2015     | 8              | 0              | 2              | 10             | 235            | 132            | 0       | 1       | 1       | 14      | 17      | Finale    | Fribourg Cardinals |
| 2017     | 2              | 0              | 6              | 8              | 77             | 299            | -       | -       | -       | -       | -       | -         | -                  |
| Totale   | 18             | 0              | 10             | 28             | 609            | 534            | 0       | 1       | 1       | 14      | 17      |           |                    |

Fonte: Sito storico SAFV

#### Tornei locali

##### NSFL

###### NSFL Tackle Élite
| Stagione | regular season | regular season | regular season | regular season | regular season | regular season | playoff | playoff | playoff | playoff | playoff | playoff      | playoff             |
|          | Vin            | Par            | Per            | Tot            | PF             | PS             | Vin     | Per     | Tot     | PF      | PS      | risultato    | avversaria          |
| -------- | -------------- | -------------- | -------------- | -------------- | -------------- | -------------- | ------- | ------- | ------- | ------- | ------- | ------------ | ------------------- |
| 2005     | 4              | 0              | 4              | 8              | 130            | 138            | -       | -       | -       | -       | -       | -            | -                   |
| 2006     | 1              | 0              | 4              | 5              | 47             | 128            | 1       | 0       | 1       | 29      | 0       | Quinto posto | Monthey Rhinos      |
| 2007     | 4              | 0              | 3              | 7              | 168            | 64             | 1       | 1       | 2       | 21      | 12      | Terzo posto  | Neuchâtel Knights   |
| 2008     | 1              | 1              | 4              | 6              | 57             | 96             | 1       | 0       | 1       | 34      | 0       | Quinto posto | Morges Bandits      |
| 2009     | 1              | 0              | 7              | 8              | 17             | 179            | 0       | 1       | 1       | 6       | 16      | Ottavo posto | Neuchâtel Knights   |
| 2010     | 3              | 0              | 3              | 6              | 143            | 107            | 0       | 2       | 2       | 3       | 53      | Quarto posto | Lausanne LUCAF Owls |
| 2011     | 5              | 0              | 3              | 8              | 77             | 45             | 0       | 2       | 2       | 6       | 19      | Quarto posto | Riviera Saints      |
| 2012     | 6              | 0              | 3              | 9              | 146            | 157            | 1       | 1       | 2       | 28      | 43      | Terzo posto  | Lausanne LUCAF Owls |
| 2013     | 5              | 0              | 3              | 8              | 225            | 171            | 0       | 1       | 1       | 0       | 1       | Quarto posto | Monthey Rhinos      |
| Totale   | 30             | 1              | 34             | 65             | 1010           | 1085           | 4       | 8       | 12      | 140     | 144     |              |                     |

Fonte: Sito storico SAFV

## Palmarès
- 1 NSFL Bowl Tackle Élite (2019)
- 1 NSFL Bowl Tackle Junior (2011)